# Episodi di Law & Order Criminal Intent: Parigi (prima stagione)
La prima stagione della serie televisiva Law & Order Criminal Intent: Parigi (Paris, enquêtes criminelles), composta da 8 episodi, è stata trasmessa per la prima volta in Francia, sul canale TF1, dal 3 al 24 maggio 2007.
In Italia la stagione è stata trasmessa in prima visione dal 2 al 23 maggio 2008 su Fox Crime, e in chiaro su Giallo dal 17 settembre 2012 all'8 ottobre 2012.
| Nº | Titolo originale         | Titolo italiano           | Prima TV Francia | Prima TV Italia |
| -- | ------------------------ | ------------------------- | ---------------- | --------------- |
| 1  | Fantôme                  | Fantasmi                  | 3 maggio 2007    | 2 maggio 2008   |
| 2  | Requiem pour un assassin | Requiem per un assassino  | 3 maggio 2007    | 2 maggio 2008   |
| 3  | Le serment               | Il narcisista             | 10 maggio 2007   | 9 maggio 2008   |
| 4  | Addiction                | Dipendenza                | 10 maggio 2007   | 9 maggio 2008   |
| 5  | Scalpel                  | Bisturi                   | 17 maggio 2007   | 16 maggio 2008  |
| 6  | L'ange de la mort        | L'angelo della morte      | 17 maggio 2007   | 16 maggio 2008  |
| 7  | Un homme de trop         | Un uomo di troppo         | 24 maggio 2007   | 23 maggio 2008  |
| 8  | Le justifier de l'ombre  | Un giustiziere nell'ombra | 24 maggio 2007   | 23 maggio 2008  |

## Fantasmi
- Titolo originale: Fantôme
- Diretto da: Gilles Béhat (accreditato come Gilles Béat)
- Scritto da: Luc Bossi e Franck Ollivier

### Trama
Savigny e Revel indagano sulla morte di Malek Kelkal, un uomo appena uscito di prigione dopo dieci anni di detenzione per rapina. Nelle tasche della vittima trovano due indizi: un biglietto che odora di ammoniaca e una brochure di moda con il simbolo di un unicorno.
- Guest star: Mustapha Benstiti (Malek Kelkal).

- La sceneggiatura è basata su quella dell'episodio Nostro padre, un eroe, appartenente alla prima stagione di Law & Order: Criminal Intent. L'episodio originale è stato scritto da René Balcer e Marlane Meyer.

## Requiem per un assassino
- Titolo originale: Requiem pour un assassin
- Diretto da: Gilles Béhat (accreditato come Gilles Béat)
- Scritto da: René Balcer, Emmanuel Bézier, Franck Ollivier e Anne Peyrègne

### Trama
Scoppia una lite davanti alla chiesa di Saint-Eustache tra due senzatetto che si accusano a vicenda di aver rubato i soldi della colletta. Vengono separati da Maurice Bossart, uno dei sacrestani. Avvertito dal rumore, interviene anche Padre Roche per calmare la situazione. Più tardi quella sera, uno dei due senzatetto, Thomas, torna in chiesa, afferra una bottiglia rotta e uccide Bossart.
- Guest star: Daniel Isoppo (Maurice Bossart) e Aurélien Recoing (Padre Roche).

- La sceneggiatura è basata su quella dell'episodio La forza della fede, appartenente alla prima stagione di Law & Order: Criminal Intent. L'episodio originale è stato scritto da Stephanie Sengupta.

## Il narcisista
- Titolo originale: Le serment
- Diretto da: Gilles Béhat (accreditato come Gilles Béat)
- Scritto da: Frédéric Azémar, Cédric Salmon e Franck Ollivier

### Trama
Una banda di criminali organizza una rapina a una famosa gioielleria in Place Vendôme. Dietro di loro, lasciano i cadaveri di due adolescenti e quello di uno dei loro complici, Matéo, un esperto di computer.
- Guest star: Roman Suarez-Pazos (Matéo).

- La sceneggiatura è basata su quella dell'episodio Per un pugno di diamanti, appartenente alla prima stagione di Law & Order: Criminal Intent. L'episodio originale è stato scritto da René Balcer.

## Dipendenza
- Titolo originale: Addiction
- Diretto da: Bertrand Van Effenterre
- Scritto da: Emmanuelle Michaux e Franck Ollivier

### Trama
Dopo la morte del marito, la ricchissima signora de Gersant vive da sola. Alex, il suo unico figlio, sta cercando di liberarsi dalla droga con la sua fidanzata incinta Nina. Ma il destino incombe sulla coppia quando Nina viene uccisa e lui diventa il principale sospettato.
- Guest star: Julien Cottereau (Alexandre de Gersant), Frédérique Tirmont (Diane de Gersant), Clémence Thioly (Nina Cabrini).
- La sceneggiatura è basata su quella dell'episodio Appuntamento al buio, appartenente alla prima stagione di Law & Order: Criminal Intent. L'episodio originale è stato scritto da Marlane Meyer.

## Bisturi
- Titolo originale: Scalpel
- Diretto da: Gilles Béhat
- Scritto da: Nathalie David-Weill e Franck Ollivier

### Trama
Dopo la scomparsa della moglie Valérie, il chirurgo estetico Pierre Clément si è recato alla sezione anticrimine per denunciare la scomparsa. Savigny e Revel vengono incaricati delle indagini e iniziano interrogando la sorella di Valérie, Juliette. Non ci vuole molto per scoprire che Pierre non è quello che si può definire un marito modello.
- Guest star: Jérôme Kircher (Pierre Clément), Ludivine Laveine (Valérie Clément), Dominique Isnard (Juliette).
- La sceneggiatura è basata su quella dell'episodio Il chirurgo estetico, appartenente alla prima stagione di Law & Order: Criminal Intent. L'episodio originale è stato scritto da Geoffrey Neigher.

## L'angelo della morte
- Titolo originale: L'ange de la mort
- Diretto da: Bertrand Van Effenterre
- Scritto da: Gioacchino Campanella e Franck Ollivier

### Trama
Avvisati da un tirocinante, Savigny e Revel indagano su tre strane morti. Sospettando inizialmente di un "angelo della morte", gli investigatori rivedono le loro idee quando scoprono che si tratta di un traffico di pastiglie. Cercano di mettere all'angolo il criminale con tutti i mezzi per evitare un cataclisma nel sistema sanitario pubblico francese.
- La sceneggiatura è basata su quella dell'episodio L’angelo della morte, appartenente alla prima stagione di Law & Order: Criminal Intent. L'episodio originale è stato scritto da Stephanie Sengupta.

## Un uomo di troppo
- Titolo originale: Un homme de trop
- Diretto da: Bertrand Van Effenterre
- Scritto da: Hélène Couturier e Franck Ollivier

### Trama
Benoît Bouvier muore mutilato in una stanza di un grande albergo parigino. Nel corso delle indagini, Revel e Savigny scoprono che aveva avuto una relazione con una donna sposata dopo aver truffato suo marito e un'altra coppia. Quest'ultima avrebbe poi ordinato l'omicidio per vendetta.
- Guest star: Eric Ruf (Benoît Bouvier).
- La sceneggiatura è basata su quella dell'episodio Senza volto, appartenente alla prima stagione di Law & Order: Criminal Intent. L'episodio originale è stato scritto da Marlane Meyer.

## Un giustiziere nell'ombra
- Titolo originale: Le justifier de l'ombre
- Diretto da: Bertrand Van Effenterre
- Scritto da: Gioacchino Campanella, Vincent Costi e Franck Ollivier

### Trama
Un rinomato ostetrico, le cui pratiche non sono gradite a un'organizzazione religiosa, viene ucciso a colpi di arma da fuoco davanti alla sua famiglia. Gli inquirenti si orientano quindi sulle tracce di un killer che attacca esclusivamente i medici che praticano l'aborto. Sono ben lontani dall'immaginare che l'omicidio nasconda una vendetta verso coloro che l'assassino ritiene responsabili della morte di suo figlio, avvenuta 6 anni prima.
- La sceneggiatura è basata su quella dell'episodio Il terzo cavaliere, appartenente alla prima stagione di Law & Order: Criminal Intent. L'episodio originale è stato scritto da René Balcer.